# Охаба Лунга (Тимиш)
Охаба Лунга (рум. Ohaba Lungă) насеље је у Румунији у округу Тимиш у општини Охаба Лунга. Oпштина се налази на надморској висини од 154 m.

## Прошлост
По "Румунској енциклопедији" први писани помен села је из 1440. године. Оно је 1447. године део Арадског округа, под власништвом Николе Банфија. За време Турака место за називало "Охаба Румунска", због становника Влаха. 
Аустријски царски ревизор Ерлер је 1774. године констатовао да место "Дугачка Охаба" припада Лунгшком округу, Лугожког дистрикта. Становништво је било претежно влашко. Године 1797. та парохија је била упражњена.

## Становништво
Према подацима из 2011. године у насељу је живело 418 становника.